# Seifertshausen
Seifertshausen ist ein Stadtteil von Rotenburg an der Fulda im osthessischen Landkreis Hersfeld-Rotenburg. Im Jahre 2009 feierte der Ort sein 750-jähriges Bestehen.

## Geographie

### Geographische Lage
Seifertshausen befindet sich im Landkreis Hersfeld-Rotenburg, an den auf der Stölzinger Höhe der Schwalm-Eder-Kreis und Werra-Meißner-Kreis grenzen. Der Ort liegt im Tal des Haselbachs, ein rechtsseitiger Zufluss der Fulda, eingebettet zwischen den Höhenzügen des Stölzinger Gebirges nur etwa 2 km nordöstlich des 549 m hohen Alheimers.
Nördlich, in Richtung Waldkappel oder Spangenberg, erreicht man Dankerode. Fährt man die Landesstraße 3226 in südlicher Richtung über Erkshausen und Schwarzenhasel, erreicht man die Bundesstraße 83, an der Lispenhausen und auch Rotenburg an der Fulda liegen. Dort besteht eine Anbindung an das Schienennetz der Deutschen Bahn.

### Nachbargemeinden
Die angrenzenden Gemeinden sind, von Norden beginnend, Spangenberg, Cornberg, Bebra, Ludwigsau und Alheim.

## Geschichte

### Ortsgeschichte
Die älteste bekannte schriftliche Erwähnung von Seifertshausen erfolgte im Jahr 1259. Der Ort gehörte bis 1821 zum hessischen Amt Rotenburg (Rotenburger Quart) und war neben Braach ein Gerichtssitz für das Untergericht des Amtes.
Zum 1. August 1972 wurde die bis dahin selbständige Gemeinde Seifertshausen im Zuge der Gebietsreform in Hessen kraft Landesgesetz in die Stadt Rotenburg an der Fulda eingegliedert. Für Seifertshausen, wie für die übrigen Stadtteile von Rotenburg an der Fulda, wurde ein Ortsbezirk eingerichtet.

### Verwaltungsgeschichte im Überblick
Die folgende Liste zeigt die Staaten und Verwaltungseinheiten, denen Seifertshausen angehört(e):
- vor 1567: Heiliges Römisches Reich, Landgrafschaft Hessen, Amt Rotenburg
- ab 1567: Heiliges Römisches Reich (bis 1806), Landgrafschaft Hessen-Kassel, Amt Rotenburg
  - 1627–1834: Landgrafschaft Hessen-Kassel, Landgrafschaft Hessen-Rotenburg (sogenannte Rotenburger Quart),[7] Amt Rotenburg
- ab 1806: Landgrafschaft Hessen-Kassel, Rotenburger Quart, Amt Rotenburg
- 1807–1813: Königreich Westphalen, Departement der Werra, Distrikt Hersfeld, Kanton Rotenburg
- ab 1815: Kurfürstentum Hessen, Niederhessen, Amt Rotenburg[8]
- ab 1821/22: Kurfürstentum Hessen, Provinz Niederhessen, Kreis Rotenburg[9][Anm. 2]
- ab 1848: Kurfürstentum Hessen, Bezirk Hersfeld
- ab 1851: Kurfürstentum Hessen, Provinz Niederhessen, Kreis Rotenburg
- ab 1867: Königreich Preußen, Provinz Hessen-Nassau, Regierungsbezirk Kassel, Kreis Rotenburg
- ab 1871: Deutsches Reich, Königreich Preußen, Provinz Hessen-Nassau, Regierungsbezirk Kassel, Kreis Rotenburg
- ab 1918: Deutsches Reich, Freistaat Preußen, Provinz Hessen-Nassau, Regierungsbezirk Kassel, Kreis Rotenburg
- ab 1944: Deutsches Reich, Freistaat Preußen, Provinz Kurhessen, Landkreis Rotenburg
- ab 1945: Deutsches Reich, Amerikanische Besatzungszone, Groß-Hessen, Regierungsbezirk Kassel, Landkreis Rotenburg
- ab 1946: Deutsches Reich, Amerikanische Besatzungszone, Hessen, Regierungsbezirk Kassel, Landkreis Rotenburg
- ab 1949: Bundesrepublik Deutschland, Hessen, Regierungsbezirk Kassel, Landkreis Rotenburg
- ab 1972: Bundesrepublik Deutschland, Hessen, Regierungsbezirk Kassel, Landkreis Hersfeld-Rotenburg, Stadt Rotenburg an der Fulda

### Bevölkerung
Einwohnerstruktur 2011
Nach den Erhebungen des Zensus 2011 lebten am Stichtag dem 9. Mai 2011 in Seifertshausen 261 Einwohner. Darunter waren keine Ausländer.
Nach dem Lebensalter waren 36 Einwohner unter 18 Jahren, 108 zwischen 18 und 49, 63 zwischen 50 und 64 und 54 Einwohner waren älter. Die Einwohner lebten in 108 Haushalten. Davon waren 30 Singlehaushalte, 33 Paare ohne Kinder und 36 Paare mit Kindern, sowie 9 Alleinerziehende und keine Wohngemeinschaften. In 21 Haushalten lebten ausschließlich Senioren und in 72 Haushaltungen leben keine Senioren.
Einwohnerentwicklung
| Seifertshausen: Einwohnerzahlen von 1834 bis 2011 | Seifertshausen: Einwohnerzahlen von 1834 bis 2011 | Seifertshausen: Einwohnerzahlen von 1834 bis 2011 | Seifertshausen: Einwohnerzahlen von 1834 bis 2011 | Seifertshausen: Einwohnerzahlen von 1834 bis 2011 |
| --- | ------------------------------------------------- | ------------------------------------------------- | ------------------------------------------------- | ------------------------------------------------- |
| Jahr |                                                   |                                                   |                                                   | Einwohner                                         |
| 1834 | 1834                                              |                                                   | 465                                               | 465                                               |
| 1840 | 1840                                              |                                                   | 497                                               | 497                                               |
| 1846 | 1846                                              |                                                   | 506                                               | 506                                               |
| 1852 | 1852                                              |                                                   | 507                                               | 507                                               |
| 1858 | 1858                                              |                                                   | 436                                               | 436                                               |
| 1864 | 1864                                              |                                                   | 477                                               | 477                                               |
| 1871 | 1871                                              |                                                   | 410                                               | 410                                               |
| 1875 | 1875                                              |                                                   | 362                                               | 362                                               |
| 1885 | 1885                                              |                                                   | 354                                               | 354                                               |
| 1895 | 1895                                              |                                                   | 319                                               | 319                                               |
| 1905 | 1905                                              |                                                   | 348                                               | 348                                               |
| 1910 | 1910                                              |                                                   | 357                                               | 357                                               |
| 1925 | 1925                                              |                                                   | 344                                               | 344                                               |
| 1939 | 1939                                              |                                                   | 348                                               | 348                                               |
| 1946 | 1946                                              |                                                   | 495                                               | 495                                               |
| 1950 | 1950                                              |                                                   | 457                                               | 457                                               |
| 1956 | 1956                                              |                                                   | 360                                               | 360                                               |
| 1961 | 1961                                              |                                                   | 340                                               | 340                                               |
| 1967 | 1967                                              |                                                   | 300                                               | 300                                               |
| 1970 | 1970                                              |                                                   | 315                                               | 315                                               |
| 1980 | 1980                                              |                                                   | ?                                                 | ?                                                 |
| 1990 | 1990                                              |                                                   | ?                                                 | ?                                                 |
| 2001 | 2001                                              |                                                   | 303                                               | 303                                               |
| 2011 | 2011                                              |                                                   | 261                                               | 261                                               |
| Datenquelle: Historisches Gemeindeverzeichnis für Hessen: Die Bevölkerung der Gemeinden 1834 bis 1967. Wiesbaden: Hessisches Statistisches Landesamt, 1968. Weitere Quellen: LAGIS; Zensus 2011 |                                                   |                                                   |                                                   |                                                   |

## Religion
Es gibt eine evangelische Kirche im Ort. Der Pfarrer ist seit November 2002 Carsten Köthe.
Historische Religionszugehörigkeit
| • 1885: | 354 evangelische (= 100 %) Einwohner                              |
| • 1961: | 320 evangelische (= 94,12 %), 14 katholische (= 4,12 %) Einwohner |

## Politik
Für den Stadtteil Seifertshausen besteht ein Ortsbezirk mit Ortsbeirat und Ortsvorsteher nach der Hessischen Gemeindeordnung als Selbstverwaltung, bzw. als Anhörungsorgan. Er umfasst das Gebiet der ehemaligen Gemeinde Seifertshausen.
Der Ortsbeirat besteht aus fünf Mitgliedern. Bei den Kommunalwahlen in Hessen 2021 betrug die Wahlbeteiligung zum Ortsbeirat 62,30 %. Alle Kandidaten gehörten der „Seifertshäuser Wählergemeinschaft“ an. Der Ortsbeirat wählte Hans-Joachim Pohl zum Ortsvorsteher.

## Kultur und Sehenswürdigkeiten

### Bauwerke
Für die unter Denkmalschutz stehenden Kulturdenkmale des Ortes siehe die Liste der Kulturdenkmäler in Seifertshausen.
In etwa zwei Kilometer Entfernung befindet sich der Alheimer 548,7 m ü. NN mit Aussichtsturm und einem gastronomischen Angebot.

### Regelmäßige Veranstaltungen
- Dorffest (jedes zweite Jahr, 3. Wochenende im August)
- Freizeitturnier (Fußball) im Juni

## Wirtschaft und Infrastruktur

### Ansässige Unternehmen
Seifertshausen ist ländlich geprägt, obwohl die Zahl der Landwirte in den letzten Jahren stark abgenommen hat; zurzeit noch 4 Vollerwerbslandwirte. Im Nebenerwerb betreiben noch 17 Betriebe Landwirtschaft. Von der überwiegenden Zahl der Einwohner wird Seifertshausen als Wohnort benutzt, um von hier die Arbeitsplätze in Bebra, Rotenburg a.d. Fulda, Bad Hersfeld, Kassel, Frankfurt am Main und vielen anderen Orten zu erreichen.
Im Ort sind kleine Gewerbebetriebe ansässig. Im Handwerk sind das Firmen für Heizungs- und Sanitärtechnik, Putz- u. Bauunternehmung, ein Schmiedemeister, eine Kfz-Werkstatt und ein Hersteller von Hausmacher Wurst. Weiterhin gibt es ein Bestattungsunternehmen und es werden Ferienwohnungen im Ort vermietet.

### Freizeit- und Sportanlagen
- Sportplatz mit Fußballfeld, Basketballecke, Tischtennisplatte und Kinderspielplatz, Fußballgolfanlage, Boulebahn